# Рисс, Адам
А́дам Рисс (англ. Adam Riess; род. 16 декабря 1969, Вашингтон) — американский астрофизик, лауреат нобелевской премии по физике 2011 года (совместно с Солом Перлмуттером и Брайаном Шмидтом) «за открытие ускоренного расширения Вселенной посредством наблюдения дальних сверхновых».

## Биография
Адам Гай Рисс родился в декабре 1969 года в Вашингтоне, был младшим из трёх детей в еврейской семье. Его отец — Майкл Рисс (1931—2007), инженер-кораблестроитель и владелец компании по дистрибюции мороженых продуктов Bistro International, эмигрировал с родителями из Германии на паруснике «Европа» в 1936 году. Мать, Дорис Рисс, работала психологом. Дедушка Рисса по отцовской линии — журналист, военный корреспондент и литератор Курт Рисс (1902—1990).
Вырос в городке Уоррен (штат Нью-Джерси). В 1992 году окончил Массачусетский технологический институт и вошёл в ряды студенческого сообщества Phi Delta Theta. В 1996 году в Гарвардском университете получил степень PhD. Его диссертация, выполненная под руководством Роберта Киршнера, была посвящена исследованию сверхновых звёзд типа Ia. До перехода в 1999 году в Научный институт космического телескопа, Рисс являлся членом исследовательской программы института Миллера при Калифорнийском университете в Беркли. С 1998 года Адам Рисс, совместно с Брайаном Шмидтом, является одним из ведущих исследователей программы поиска сверхновых типа Ia. В том же году его группе совместно с группой, возглавляемой Перлмуттером, удалось доказать наличие ускоренного расширения Вселенной. Это открытие было названо журналом Science «прорывом года». С 2005 года работает в Университете Джонса Хопкинса. Также возглавляет программу обнаружения удалённых сверхновых с помощью телескопа Хаббл. Его группе удалось отследить расширение Вселенной на этапах до 10 миллиардов лет назад.
С 2009 года Рисс является членом Национальной академии наук США.

## Награды
- 1999 — Премия Роберта Трамплера[англ.]
- 2001 — Премия Бока Гарвардского университета
- 2002 — Премия Хелены Уорнер
- 2004 — Саклеровская премия[нем.]
- 2006 — Премия Шао по астрономии совместно с Перлмуттером и Шмидтом
- 2008 — Грант Мак-Артура
- 2011 — Медаль Альберта Эйнштейна
- 2011 — Нобелевская премия по физике совместно с Перлмуттером и Шмидтом
- 2015 — Премия по фундаментальной физике